# Коппола, Орасио
Орасио Коппола (исп. Horacio Coppola; 31 июля 1906, Буэнос-Айрес — 18 июня 2012, Буэнос-Айрес) — аргентинский фотограф.

## Биография
Младший из шестерых детей в семье крупного предпринимателя генуэзского происхождения. Учился на юридическом факультете Буэнос-Айресского университета, курса не кончил. Увлёкся фотографией, наставником в которой был его старший брат. В 1929 основал первый киноклуб в Буэнос-Айресе, просуществовавший до 1931. Снял несколько документальных и короткометражных фильмов.
Решающее значение для Копполы имели две поездки по Европе — в 1930 и 1932. Он поступил на отделение фотографии в Баухаус, которым руководил Вальтер Петерханс. Познакомился с Гретой Штерн, в 1935 они поженились. Некоторое время жил во Франции, в 1936 вместе с женой и дочерью вернулся в Аргентину, открыл собственное ателье.
Иллюстрировал своими фотоработами книгу Борхеса Эваристо Каррьего. Снял серию фотографий Буэнос-Айреса для альбома к четырёхсотлетию столицы. Сблизился с Леопольдо Маречалем, Сильвиной Окампо. В 1943 брак с Гретой Штерн распался. Коппола путешествовал по Европе в 1946 и 1967, в 1971 объехал США, Мексику, Гватемалу.
В 1969 в Музее изобразительных искусств Буэнос-Айреса состоялась крупная персональная выставка Копполы, приуроченная к сорокалетию его работы в фотоискусстве. Преподавал фотографию в Буэнос-Айресе (1975—1982).

## Признание
Большая премия Национального фонда искусств (1985). Прославленный гражданин Буэнос-Айреса (2003).

## Галерея

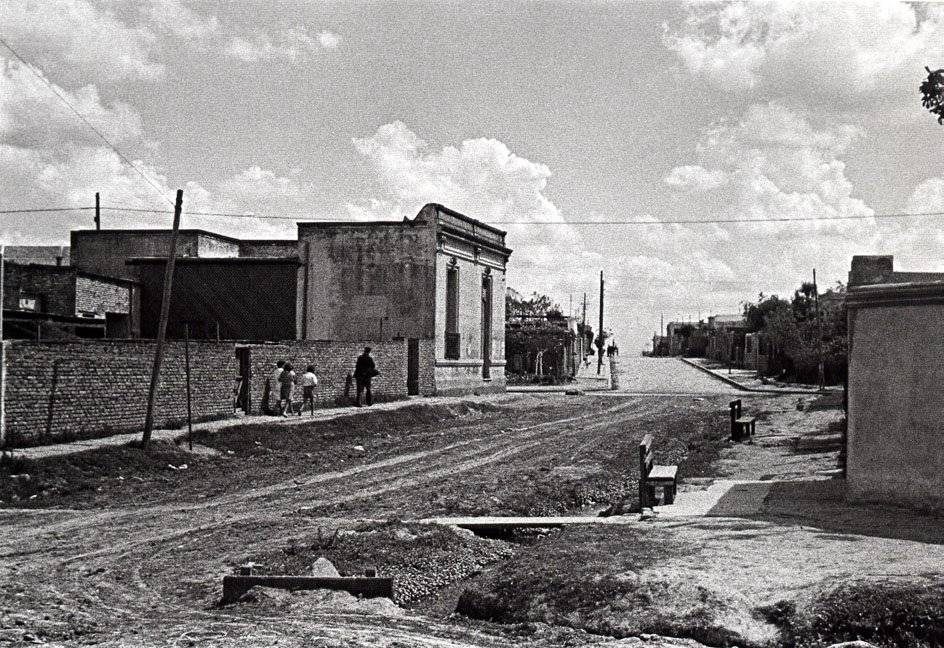
Буэнос-Айрес, улица Корреа, 1936
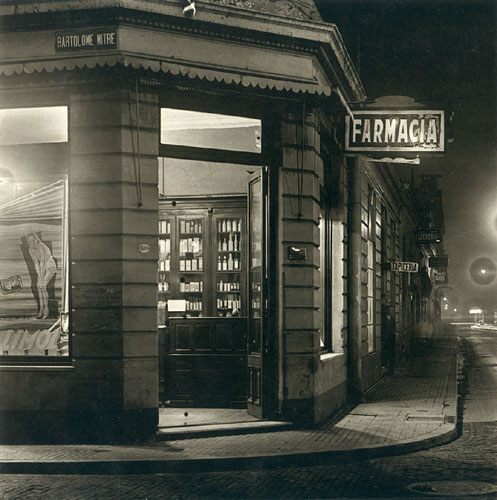
Буэнос-Айрес, аптека на углу улиц Митре и Монтевидео, 1936
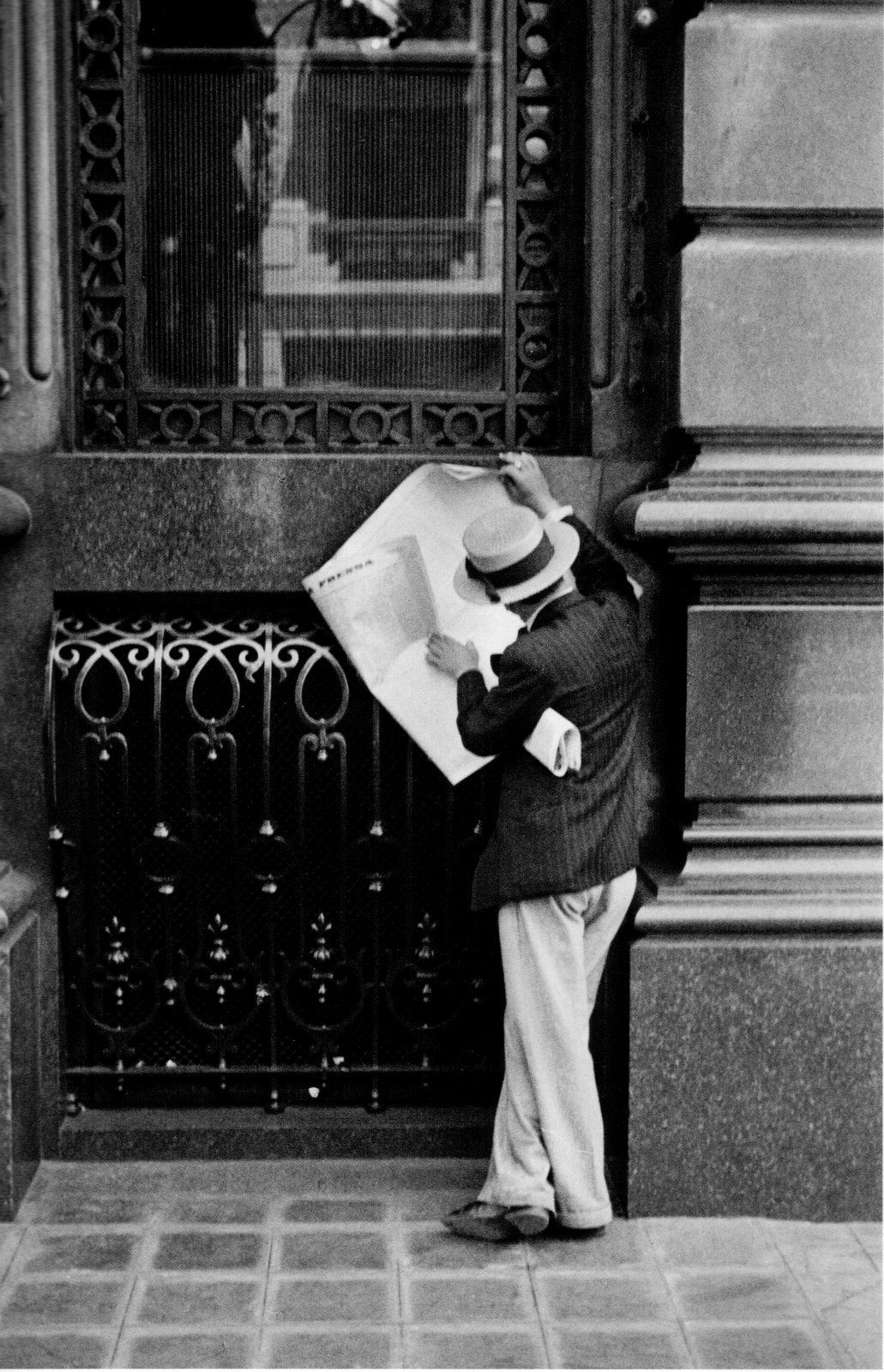
Буэнос-Айрес, Майский проспект, 1936
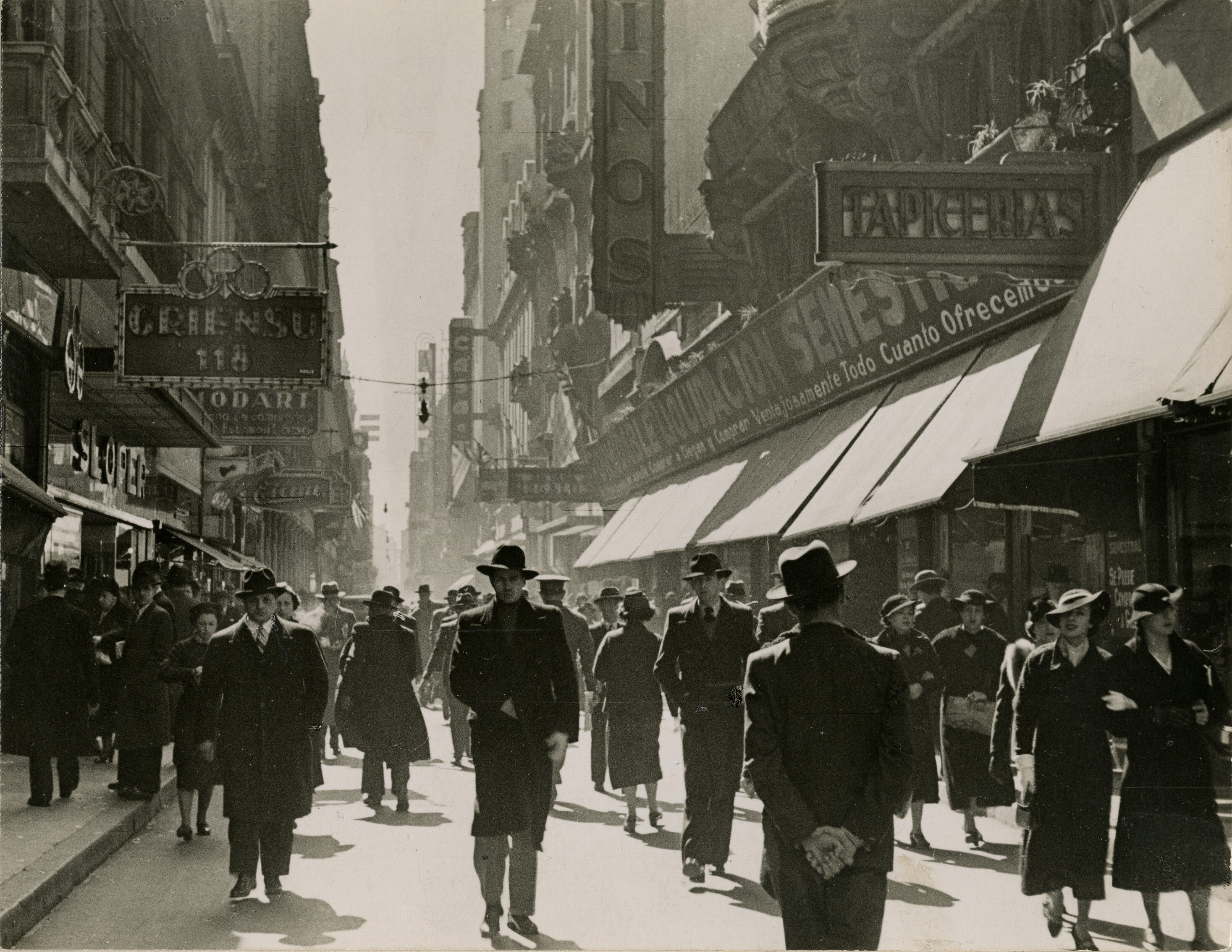
Буэнос-Айрес, проспект Флориды, 1936